# Casino Buenos Aires

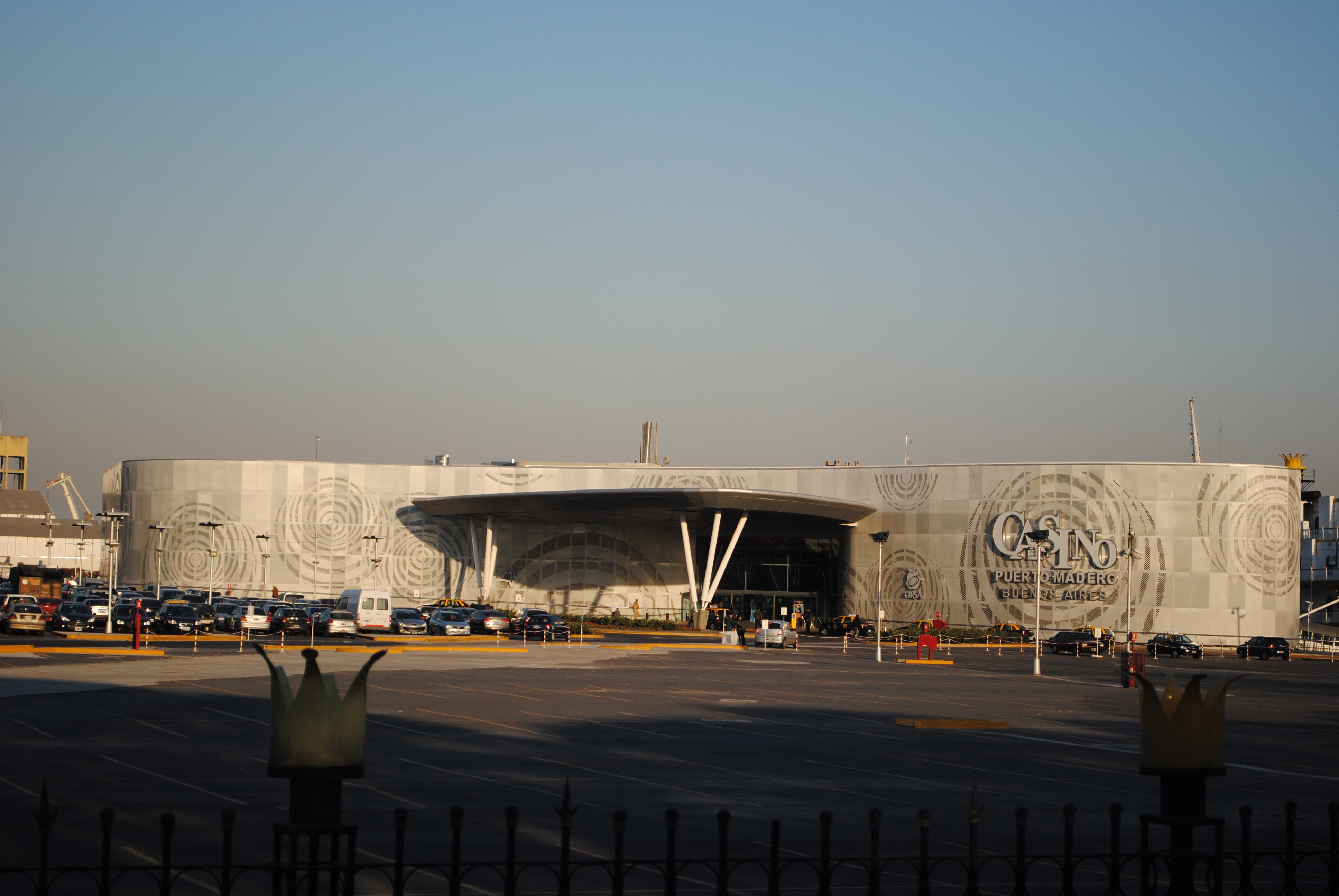
El edificio de acceso a los barcos.

El Casino Buenos Aires es el único casino ubicado dentro de la ciudad de Buenos Aires, ya que aquí está prohibido el juego por dinero. Esta excepción pudo lograrse en 1999 al sortear un vacío legal: el Casino Buenos Aires funciona dentro de dos barcos anclados en aguas que pertenecen al Estado Nacional.

## Historia
A mediados de 1999, la Lotería Nacional anunció un concurso de antecedentes para empresas interesadas en explotar un “casino flotante [que] partirá desde algún lugar todavía no definido del puerto de Buenos Aires y podrá tener servicios de gastronomía, hotelería y espectáculos” con “la capacidad de atender como mínimo a 500 apostadores”. la Lotería se justificó dando como antecedentes a los decretos 31.090 y 44.189, de 1944: el primero declaró caducas todas las concesiones otorgadas por los gobiernos provinciales a las empresas privadas en esa época, y el segundo le dio a la “Lotería de Beneficencia Nacional” la administración y explotación de los casinos. Esto fue ratificado por la ley N° 18.226 de 1969, y vuelto a ratificar por el decreto 598 de 1990, que transformó a Lotería Nacional en Sociedad del Estado. La Legislatura de Buenos Aires declaró en octubre de ese año por unanimidad que “la instalación de casinos en la ciudad es contraproducente para el desarrollo de una comunidad que debe expresarse en la cultura del trabajo, la solidaridad y el progreso colectivo”.
A la convocatoria se presentaron dos empresas: el grupo norteamericano Casino Magic, y Casinos Buenos Aires, operada por la española Cirsa, que finalmente obtuvo la concesión por 15 años, con opción a otros cinco, y a instalar un segundo barco durante el período de la concesión.
Para septiembre de 1999, el barco, aún sin nombre y con bandera de los Estados Unidos, había llegado al puerto de Nueva Palmira, Colonia (Uruguay) desde Nueva Orleans, donde fue construido en 1995. Una réplica de las tradicionales naves casino que recorrían el Mississippi a fines del siglo XIX, fue acondicionado mientras se esperaba el cambio a la bandera argentina y que fuera definido el amarradero donde funcionaría. Al comenzar el mes de octubre, el barco ya estaba en el puerto de Buenos Aires. Mientras el gobierno nacional insistía en su apertura, el Gobierno de la Ciudad reiteraba que lo clausuraría “ni bien abra sus puertas”.
Ese 8 de octubre de 1999, comenzó a funcionar en Dársena Norte el Casino Buenos Aires, de forma provisoria: un funcionario municipal lo clausuró, pero igualmente un tumulto se rompió la faja de clausura. Casinos de Buenos Aires, la empresa que explotaba la sala de juego, y autoridades de Lotería Nacional coincidieron en que el destino definitivo del barco sería la zona sur del puerto, barajando varias ubicaciones, entre ellas la Dársena Sur con el objetivo de que el emprendimiento cuente con espacio para instalar una playa de estacionamiento.
Para mediados de 2000, la empresa Cirsa ya especulaba con la creación de una segunda sala de juegos flotante en la ciudad, luego de los buenos resultados económicos, y esperando que se destrabara una cuestión judicial por la importación de la embarcación que ya estaba funcionando. Mientras tanto, en avenida Brasil y el río ya se construía un edificio de 40.000 m² cubiertos donde funcionarían las instalaciones de servicios del casino y un estacionamiento para 1300 automóviles, y se levantaría un segundo edificio que serviría de sede administrativa de la firma. Cuando un juez ordenó la clausura del Casino en junio de ese año, otro magistrado aceptó un amparo que permitió que siguiera funcionando.
El conflicto por la jurisdicción resurgió a comienzos de 2005, cuando un juez del fuero contencioso administrativo y tributario de la ciudad de Buenos Aires (Dr. Roberto Gallardo), declaró la inconstitucionalidad del convenio suscripto en 2003 entre Lotería Nacional Sociedad del Estado y el Instituto de Juegos de la ciudad de Buenos Aires y ordenó al gobierno porteño clausurar el barco-casino y a prohibir el funcionamiento de las llamadas máquinas tragamonedas que funcionan en el Hipódromo Argentino de Palermo.

### Segundo barco y conflictos con trabajadores
Para enero de 2006, en medio de la disputa entre la justicia porteña y la justicia federal, abrió al público el “Princess”, un segundo casino flotante, junto al barco que ya funcionaba como sala de apuestas. La nueva embarcación tenía cuatro pisos alfombrados, cuatro barras y techos dorados, máquinas tragamonedas, ruleta electrónica y como juego vedette el “Wild Race”, una carrera de caballos virtual.
En los siguientes meses, continuó la guerra judicial por el casino: un juez porteño, Roberto Gallardo, lo encerró en un "corralito" y otro federal, Sergio Fernández, levantó las vallas. Gallardo le impuso al casino una multa diaria de 200.000 pesos hasta que cumpliera la sentencia.
Un año después, al conflicto jurisdiccional lo superaba uno laboral interno. En junio de 2007, dos gremios se disputaban por el casino flotante: más de 400 empleados del casino ocuparon las instalaciones del predio y denunciaron que un grupo de 20 desconocidos del Sindicato de Obreros Marítimos Unidos (SOMU) golpeó y amenazó con revólveres y cuchillos a varios compañeros. Como consecuencia de esos incidentes, 10 trabajadores resultaron heridos, entre ellos una joven de 25 años que fue internada en el hospital Argerich. Tras permanecer cerrado 40 días, el barco casino reabrió a mediados de julio, luego de que el Ministerio de Trabajo dictara la conciliación obligatoria y pusiera un paréntesis en el conflicto gremial.
Aun así, la tensión continuó por lo menos un año más: en noviembre de 2007 se repitieron los incidentes y el paro de los empleados, y en enero de 2008 hubo nuevos incidentes en el cuando manifestantes quisieron impedir el ingreso de los empleados a los barcos, mientras las salas de juego estuvieron abiertas.

## Arquitectura
La localización del barco del casino de Buenos Aires en Dársena Sur, impulsó a la empresa Cirsa a construir un edificio “de apoyo” que a la vez fuese el marco para el ingreso de los visitantes y acompañara el funcionamiento de la sala flotante con instalaciones complementarias.
Para la realización integral del proyecto fue convocado el estudio Bodas-Miani-Anger Arquitectos & Asociados, especializado en obras para el entretenimiento.
En su interior, se proyectó una zona de estar, además de un comedor para 140 personas, una cocina industrial y salas de diversos usos en la planta baja. El acceso se ubicó sobre la calle Benjamín Lavaysse, con una casilla de entrada para el personal y los proveedores, y un área de estacionamiento público con capacidad para 1300 cocheras con ingreso desde el edificio de Acceso Principal, sobre la calle Elvira Rawson de Dellepiane. 
La obra integral contó además con estacionamiento para el personal, una sala de máquinas general y una playa de carga y descarga. En el proyecto se destacaba el Paseo Costero, que se situó en el sector del estacionamiento lindante con el río y ofrece un recorrido peatonal característico de Puerto Madero, con solados, barandas y luminarias que recrearon el carácter del barrio.

## Eventos y adaptación digital
En los últimos años, el Casino Buenos Aires ha logrado destacarse no solo por su diversa oferta de juegos de azar en un entorno físico, sino también por convertirse en un punto de encuentro para eventos de gran calibre, como los emocionantes combates de boxeo que atraen a aficionados y competidores tanto locales como internacionales. Estos eventos han reforzado su reputación como un centro multifacético de entretenimiento. Paralelamente, el casino ha sabido adaptarse a las tendencias digitales, reflejando el creciente interés en los juegos de azar online en Argentina.
Este interés se ve impulsado por la innovación tecnológica y la búsqueda de nuevas experiencias de entretenimiento digital, un fenómeno que ha experimentado un notable auge en el país. Este contexto digital complementa la experiencia presencial que ofrece el Casino Buenos Aires, evidenciando cómo los espacios tradicionales de juego están expandiendo sus horizontes hacia el mundo digital.